# Mauranger
Mauranger er et fælles navn for de små bygder Fureberg, Tveitnes, Kroka, Sundal, Austrepollen, Nordrepollen og Gjetingsdalen i Kvinnherad kommune i Vestland
fylke i Norge. Mauranger ligger langs Maurangsfjorden  i den nordlige del af Kvinnherad. Landskabet præges af nærheden til Folgefonna, mange dale og stejle fjelde. Folgefonntunnelen fra Odda under Folgefonna har gjort Mauranger mere tilgængelig, hvilket som har øget turiststrømmen til stedet. Fra Nordrepollen går den 10,4 km lange Jondalstunnelen (åbnet i september 2012) til nabokommunen Jondal. 
Vigtige erhverv er turisme, landbrug, fiskeopdræt og kraftproduktion.